# Lucky Lake
Lucky Lake, anciennement connu sous le nom de Devil's Lake, est un village situé dans la municipalité rurale de Canaan No 225 (en) en Saskatchewan au Canada. Lors du recensement de 2016, il avait une population de 289 habitants. Le village se situe au carrefour des routes 42 (en), 45 (en) et 646 (en) à environ 90 km au nord-est de Swift Current.